# Stephan Schmidlin
Stephan Schmidlin (* 18. Januar 1963 in Affoltern am Albis) ist ein Schweizer Holzbildhauer, Komiker und Schauspieler. Bekannt wurde er vor allem durch das Comedy-Duo Schmirinskis mit seinem Partner René Rindlisbacher.

## Leben
Schmidlin ist der Sohn von Walter Schmidlin, dem Geschäftsführer der von seinem Grossvater gegründeten Schmidlin AG in Affoltern am Albis mit 300 Mitarbeitenden. Er besuchte die Schule für Holzbildhauerei in Brienz, die er 1991 abschloss. In seiner Freizeit war er Kunstturner und wurde 1991 Schweizermeister in Geräteturnen.
Im Jahr 1986 gründete er mit seinem Jugendfreund René Rindlisbacher das Komiker-Duett Schmirinskis. Sie wurden im Jahr 1991 mit der Auszeichnung als «Nachwuchskünstler des Jahres» geehrt. Im Jahre 1995 starteten sie mit der Samstagabendsendung «Top of Switzerland». Nach fünf Jahren «Top of Switzerland» lösten sie sich im Jahre 2001 auf dem Höhepunkt ihrer Karriere auf. Ihre letzte Show nannten sie «Top of Schmirinskis», in welcher sie Ausschnitte aus den letzten Jahren ihrer Show zeigten. Die Show hatte an diesem Abend über eine Million Zuschauer. 1997 und 2001 wurden sie mit dem Prix Walo ausgezeichnet.
Nach seiner Komiker-Zeit widmete er sich der Holzschnitzerei und gestaltete unter anderem für Fürst Albert von Monaco, den Weltfussballverband oder Credit Suisse, welche den Pokal für die Sportler des Jahres gestaltet haben wollte, und das ESAF 2019 in Zug Skulpturen und Schnitzereien. Er hatte unter anderem Ausstellungen in Frankreich, London und Chicago.
Schmidlin ist geschieden und Vater von Zwillingen.

## Auszeichnungen
- 1997, 2001 Prix Walo Sparte: Publikumsliebling mit Schmirinskis